# Großes Hauptquartier

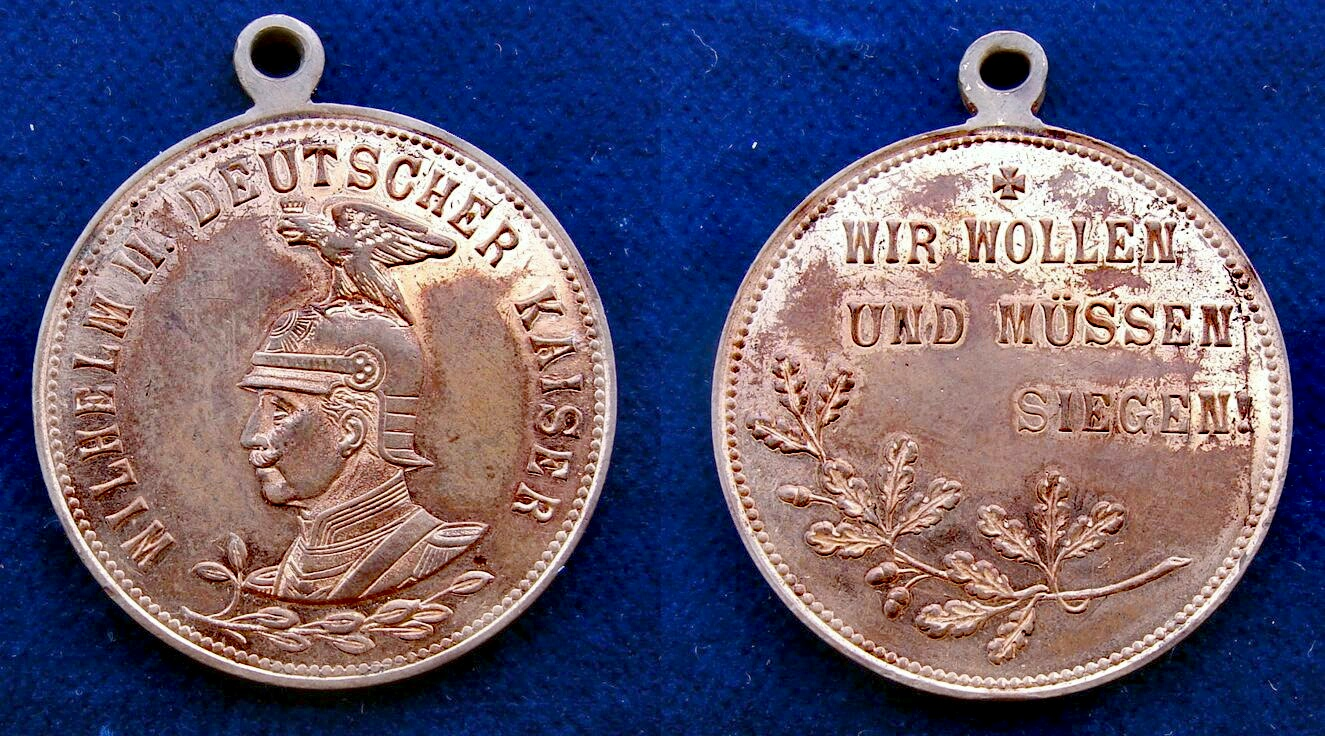
„Wir wollen und müssen siegen!“ (Koblenz 1914)

Das Große Hauptquartier (GrHQu), spätere amtliche Bezeichnung Großes Hauptquartier Seiner Majestät des Kaisers und Königs, war die mobile strategische Kommandozentrale der deutschen Streitkräfte im Deutsch-Französischen Krieg 1870/71 und im Ersten Weltkrieg. Es bildete weder eine eigene Behörde noch ein eigenes Gremium, sondern war der Versammlungsort von Vertretern der höchsten militärischen und politischen Entscheidungsorgane des Norddeutschen Bundes bzw. Deutschen Kaiserreichs.

## Besetzung

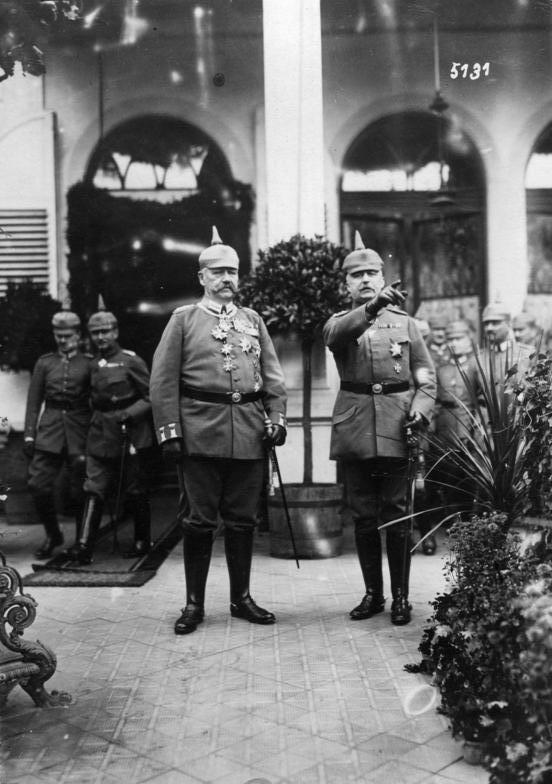
Paul von Hindenburg und Erich Ludendorff in Bad Kreuznach, 1917

Dem Großen Hauptquartier gehörte bei Ausbruch des Ersten Weltkriegs 1914 neben Kaiser Wilhelm II. als Oberstem Kriegsherrn folgender Personenkreis an:
- Der Diensttuende Generaladjutant und Kommandant des Hauptquartiers Generaloberst mit dem Rang eines Generalfeldmarschalls Hans von Plessen
- der Chef des Generalstabes des Feldheeres Helmuth von Moltke
- der Chef des Admiralstabes der Marine Alfred von Tirpitz
- der Reichskanzler Theobald von Bethmann Hollweg
- der Vortragende Generaladjutant und Chef des Militär-Kabinetts, General der Infanterie Moriz von Lyncker mit seinem Stab
- der Generaladjutant und Chef des Marinekabinetts, Admiral Georg Alexander von Müller
- der Chef des Geheimen Zivilkabinetts, Rudolf von Valentini
- der Kriegsminister Erich von Falkenhayn
- ein Vertreter des Staatssekretärs des Reichsmarineamtes
- der Staatssekretär des Auswärtigen, Gottlieb von Jagow
- die Militärbevollmächtigten der Königreiche Bayern, Württemberg und Sachsen sowie von nichtmilitärischen Behörden
- die Spitzen der obersten Waffenbehörden
- drei General- sowie vier Flügeladjutanten
- zwei Leibärzte Seiner Majestät

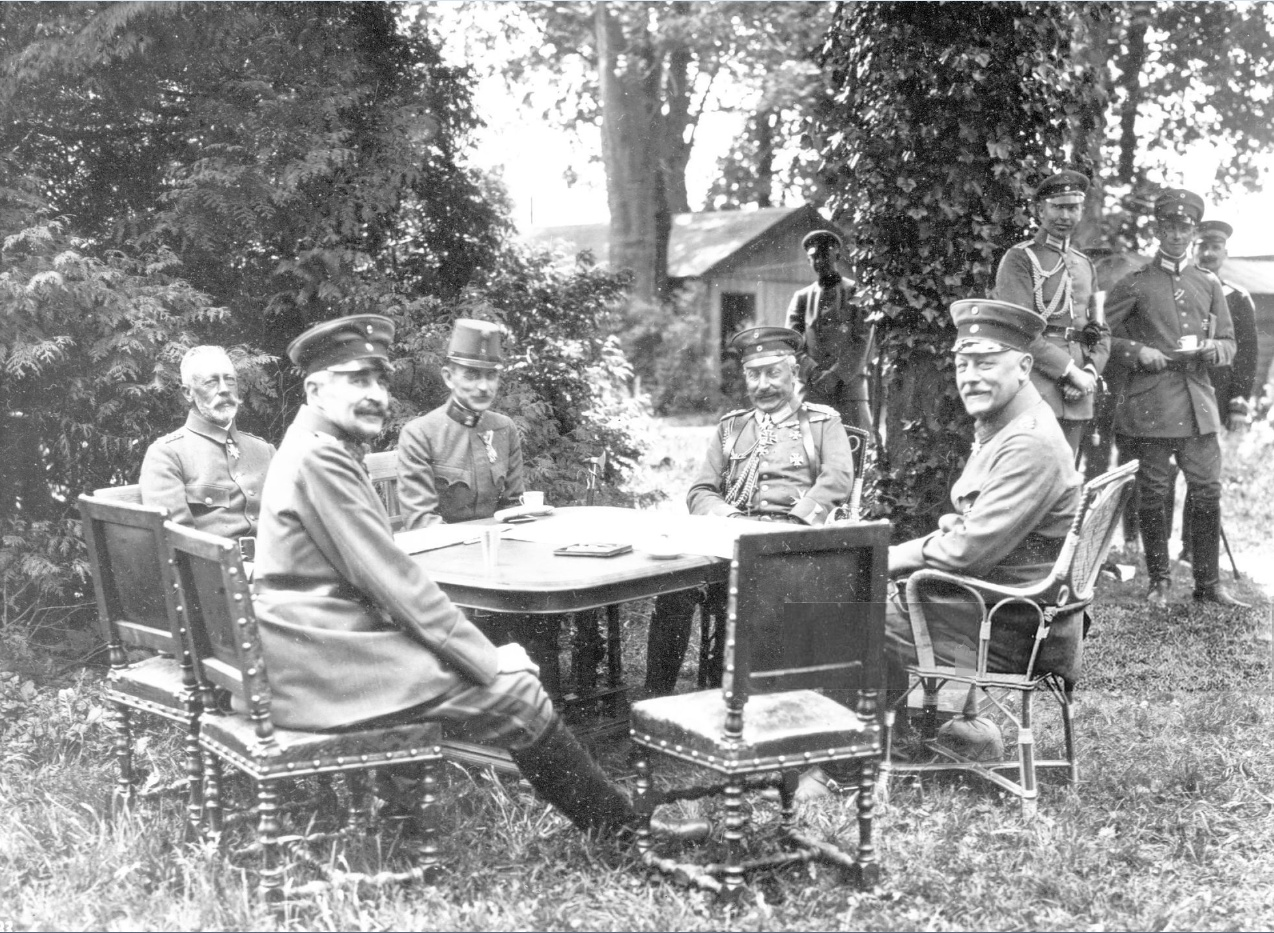
Wilhelm II. im Sommer 1918 im Großen Hauptquartier in Spa beim Kaffeetrinken mit Generälen.
Zu Besuch sind sein Bruder Prinz Heinrich von Preußen und die Führer der 18. Armee, außerdem sitzt der österreichisch-ungarische Bevollmächtigte Klepsch-Kloth von Roden am Tisch.

Außerdem gehörten ein k.u.k Bevollmächtigter General als österreich-ungarischer Verbindungsoffizier (zunächst Josef Graf Stürgkh, ab Mai 1915 Alois Ritter Klepsch-Kloth von Roden) und im weiteren Kriegsverlauf auch je ein Delegierter aus dem Osmanischen Reich sowie aus Bulgarien zum deutschen Hauptquartier. Hinzu kam das kaiserliche Gefolge, die Mitarbeiter der Stäbe, Behörden und Dienststellen zur Versorgung und Nachrichtenweitergabe sowie die Truppen der Stabswache. Insgesamt wuchs das Personal des Großen Hauptquartiers während des Krieges auf bis zu 5000 Menschen an.
Der Reichskanzler, der Kriegsminister und der Staatssekretär des Auswärtigen ließen sich bald nach Kriegsbeginn im Großen Hauptquartier vertreten, weil sie in Berlin nicht dauernd fehlen konnten. Allerdings übernahm Kriegsminister Falkenhayn bereits im September 1914 nach der Marneschlacht und dem Ausfall Moltkes die Führung des Feldheeres als Generalstabschef selbst; zu seiner Entlastung wurde Anfang 1915 sein Vertrauter Adolf Wild von Hohenborn zum preußischen Kriegsminister ernannt, der aber ebenfalls zumeist im Hauptquartier blieb und in Berlin durch einen Stellvertreter agierte. Das Auswärtige Amt wurde ab Mitte 1915 im Großen Hauptquartier vertreten durch Erich von Luckwald.
Auch der Kaiser blieb nicht ständig im Hauptquartier, sondern kehrte zeitweilig nach Berlin zurück oder reiste an andere Kriegsschauplätze. Er gehörte aber zusammen mit dem belgischen König Albert zu den einzigen Staatsoberhäuptern im Weltkrieg, die sich während der gesamten Kriegsdauer hauptsächlich an der militärischen Leitstelle ihrer Truppen aufhielten. Seine Rolle als Oberbefehlshaber und wichtigste Identifikationsfigur der Armee innerhalb des militärischen und politischen Gefüges in Deutschland war symbolisch hoch aufgeladen, und die Art und Weise, wie Wilhelm sie ausfüllte, wurde sowohl unter Zeitzeugen als auch in der historischen Forschung häufig diskutiert. An der praktischen Kriegsleitung beteiligte er sich nur unmaßgeblich, später überhaupt nicht mehr. Für die militärische Führung bedeutete seine Anwesenheit im Hauptquartier eine Möglichkeit zur Einflussnahme auch in politischen Fragen. Im Oktober 1914 erwähnt ein Heeresbericht erstmals die Bezeichnung „Oberste Heeresleitung“ (OHL), die den Kaiser als Oberbefehlshaber theoretisch einschloss, während des Krieges aber de facto mit dem Generalstab des Feldheeres identisch war, der das Große Hauptquartier dominierte. Besonders unter der Leitung Hindenburgs und Ludendorffs ab August 1916 nahm die OHL zunehmend Einfluss auf Entscheidungen in allen Politikbereichen, sodass die politische Macht im Deutschen Reich in den letzten zwei Kriegsjahren weitgehend bei der 3. OHL lag.

## Standorte

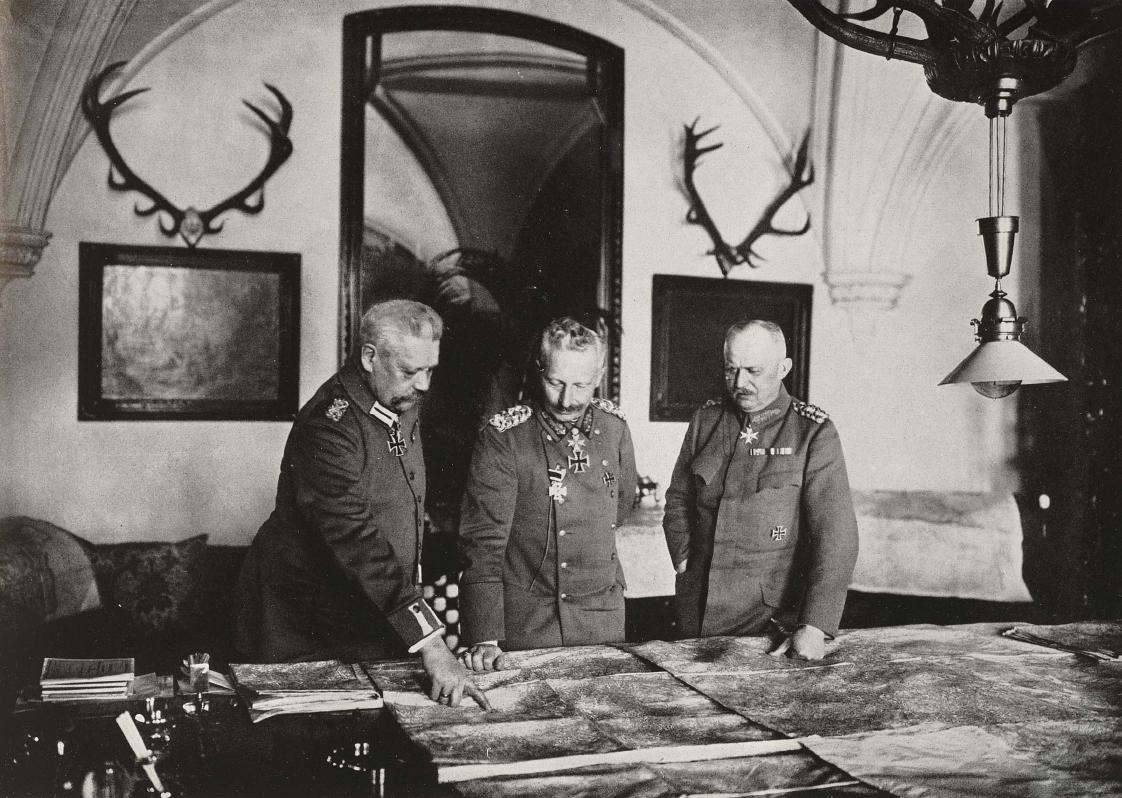
Hindenburg, Kaiser Wilhelm II. und Ludendorff im Schloss Pleß (von links nach rechts), 1917

Das Große Hauptquartier wurde durch Kabinettsorder vom 3. August 1914 mobilgemacht und wechselte im Laufe seines Bestehens mehrfach seinen Sitz. Bei Kriegsbeginn lag es vom 2. bis 16. August 1914 zunächst im Generalstabsgebäude in Berlin, dann vom 16. bis 30. August im Kaiser-Wilhelm-Realgymnasium in Koblenz, ab dem 30. August in der ehemaligen deutschen Botschaft in Luxemburg, was nachträglich zu Spannungen führte. Ab dem 25. September befand es sich in Charleville-Mézières im besetzten Teil Frankreichs, etwa in der Mitte der deutschen Westfront. Im April 1915 wurde es zur Leitung der Offensive gegen Russland ins Schloss Pleß in Oberschlesien verlegt, wo der Kontakt zum österreich-ungarischen Armeeoberkommando in Teschen leichter zu halten war. Im Februar 1916 kehrte es nach Charleville-Mézières, im August wieder nach Pleß zurück. Vom 2. Januar 1917 bis zum 8. März 1918 war das Große Hauptquartier im Parkhotel Kurhaus in Bad Kreuznach und in Bad Münster am Stein-Ebernburg untergebracht. Der Kaiser residierte im Schloss Bad Homburg. Im Zuge der unmittelbaren Vorbereitung der Frühjahrsoffensive 1918 wurde das Große Hauptquartier am 8. März ins belgische Spa verlegt, wo es hauptsächlich im Hotel Britannique untergebracht war und bis zum Kriegsende blieb. Die Operationsabteilung der Heeresleitung richtete sich für die Offensive allerdings ein eigenes Quartier im französischen Avesnes ein. In Spa residierte der Kaiser in der Villa La Fraineuse des belgischen Großindustriellen Peltzer. Nach der Flucht des Kaisers musste die OHL gemäß den Bestimmungen des Waffenstillstands von Compiègne im Zuge der Räumung Belgiens nach Kassel-Wilhelmshöhe verlegt werden, während die Internationale Waffenstillstandskommission in das Gelände des ehemaligen deutschen Hauptquartiers einzog. Die Heeresleitung verblieb bis zum 11. Februar 1919 in Kassel. Daraufhin wurde sie angesichts der Situation in der Provinz Posen und der Kämpfe im Baltikum nach Kolberg verlagert, wo sie sich in Erfüllung des am 28. Juni 1919 unterzeichneten Versailler Vertrags am 3. Juli 1919 auflöste.

## Sicherungstruppen

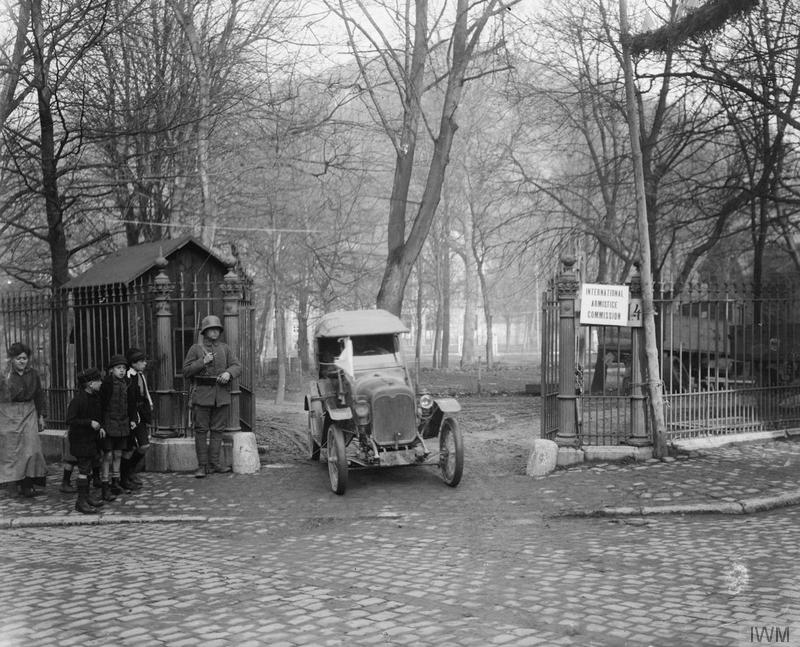
22. November 1918: Ein deutscher Kraftwagen mit Weißer Flagge verlässt das von einem Posten der deutschen Sicherungstruppen bewachte Gelände des ehemaligen Hauptquartiers in Spa, in dem bereits die Internationale Waffenstillstandskommission ihren Sitz genommen hat.

Als Ehrenwache und Schutzwache des Großen Hauptquartiers hatte die Stabswache mehrere Formationen:
- Die Kavalleriestabswache war eine zusammengesetzte Schwadron und bestand 1914 aus sieben ausnahmslos adeligen Offizieren und 170 Unteroffizieren und Mannschaften. 1918 hatte sich die Zusammensetzung auf fünf Offiziere und 175 Unteroffiziere und Mannschaften verändert.[8] Außerdem stand dem Kaiser die Leibgendarmerie mit einem Offizier und 22 Mann zur Verfügung. Sie diente vordringlich repräsentativen Zwecken.
- Die Infanteriestabswache hatte den Wachtdienst in und um die „Kaiservilla“, Paul von Hindenburgs Wohnsitz, vor den Unterkünften der „Allerhöchsten“ Besucher und vor dem Generalstabsgebäude. Sie bestand 1914 aus fünf Offizieren und 240 Unteroffizieren und Mannschaften; 1918 war ihre Zahl auf sechs Offiziere und 371 Unteroffiziere und Mannschaften angewachsen.[8]
- Ein Feldgendarmerie-Kommando mit sechs Wachtmeistern.

Im Verlauf des Krieges stellte sich die Notwendigkeit weiterer Unterstützungstruppen heraus, sodass 1918 folgende vorhanden waren:
- Die Artilleriestabswache mit zwei ortsfesten Batterien, einem Kraftwagen-Flak-Zug, einem mit Pferden bespannten Flak-Zug No. 67 und einer Scheinwerfer-Gruppe. Die Artilleriestabswache sorgte für den Luftschutz des Großen Hauptquartiers. Ihr Führer war Hauptmann Hermann von Plettenberg.
- Drei Kraftwagen-Fernsprech-Bauzüge mit je einem Offizier und 96 Mann.
- Drei Fernsprech-Stationszüge zu je zwei Offizieren und 69 Mann.

Ab Februar 1919 schützte in Kolberg ein dorthin verlegtes Bataillon des Garde-Grenadier-Regiments Nr. 5 zusammen mit bewaffneten deutschen Einwohnern der Stadt, die sich als Freikorps Hindenburg bezeichneten, die OHL vor nationalpolnischen Übergriffen.

## Ende des Kaiserreichs im Großen Hauptquartier
Nach dem Scheitern der deutschen Frühjahrsoffensive und Erfolgen der alliierten Gegenoffensiven im Westen setzte sich im Spätsommer und Herbst 1918 im Großen Hauptquartier die Einsicht durch, dass der Krieg nicht mehr zu gewinnen sei. Dennoch warnte die Oberste Heeresleitung vor übereilten Friedensverhandlungen und gab angesichts der Überlegenheit der durch amerikanische Truppen laufend verstärkten, besser versorgten und vermehrt mit Panzern ausgerüsteten alliierten Streitkräfte nicht mehr haltbares Gelände nur zögerlich auf. Es kam zu massiven Ermüdungserscheinungen und einem „verdeckten Militärstreik“ (Wilhelm Deist) bei zahlreichen Fronttruppen, der nahezu eine Million Soldaten erfasste. Der Ausfall der Verbündeten, besonders die unabgesprochene Friedensnote Österreich-Ungarns am 14. September 1918 und der militärische Zusammenbruch Bulgariens am 29. September 1918, erhöhten die Bereitschaft der maßgebenden Akteure zu einschneidenden Maßnahmen.
Unter diesem Vorzeichen traf sich am 29. September 1918 im Großen Hauptquartier in Spa der Kronrat zu einer Krisensitzung, an der Kaiser Wilhelm II., Generalfeldmarschall Hindenburg und General Ludendorff sowie als Vertreter der kaiserlichen Regierung der Staatssekretär des Äußeren, Admiral Paul von Hintze, und Reichskanzler Georg von Hertling teilnahmen. Letzterer kam zu spät und trat aufgrund der Entscheidungen des Rates am nächsten Tag zurück. Nachdem Ludendorff, der am Tag zuvor einen Nervenzusammenbruch erlitten hatte, die übertriebene Gefahr eines Zusammenbrechens der Front binnen 24 Stunden ausgemalt hatte, beschloss das Gremium unter Federführung von Hintzes (der sich mit Ludendorff abgesprochen hatte), den Forderungen der Mehrheitsfraktionen des Reichstags nach einer Parlamentarisierung der Reichsverfassung nachzugeben. Durch diese Umwälzung von oben sollte im Fall einer Kriegsniederlage der Ausbruch einer „Revolution von unten“ wie in Russland im Jahr zuvor noch verhindert werden. Kaiser Wilhelm II. ernannte mit Prinz Max von Baden einen Interimskanzler, der eine neue Regierung bilden und sofort einen Waffenstillstand herbeiführen sollte. Auf Drängen Ludendorffs richtete der Kanzler bereits am Tag der Regierungsbildung, dem 3. Oktober 1918, ein Verhandlungsgesuch an die Amerikaner. Die Militärs gaben die Verantwortung auf diese Weise an die Zivilregierung ab. Die Kronratssitzung vom 29. September wird auch als der „Anfang vom Ende des Deutschen Kaiserreichs“ beschrieben.
Nachdem der Kaiser nach Berlin zurückgekehrt war und den Oktoberreformen zugestimmt hatte, die den Umbau des Regierungssystems zu einer parlamentarischen Monarchie beinhalteten, traf er am 26. Oktober 1918 im Schloss Bellevue erneut mit Hindenburg und Ludendorff zusammen und entließ Letzteren auf Wunsch der neuen Reichsregierung, da er sich den von amerikanischer Seite als Bedingung für einen Waffenstillstand geforderten Demokratisierung widersetzte und nun doch weiterkämpfen wollte. Der Auslaufbefehl der Kaiserlichen Marine vom 24. Oktober, der wenige Tage später den Kieler Matrosenaufstand auslöste, gehörte zu dieser von Ludendorff entwickelten Strategie eines „Endkampfes“. Als Nachfolger entschied sich Hindenburg für General Wilhelm Groener, den bisherigen Generalstabschef der Heeresgruppe Eichhorn.
Am 29. Oktober 1918 reiste der Kaiser gegen den dringenden Rat des Kanzlers fluchtartig zurück nach Spa ins Große Hauptquartier und entzog sich auf diese Weise der Klärung der immer drängenderen Thronfrage und seiner Verantwortung für das Desaster des Krieges. In der Öffentlichkeit wuchs daraufhin die Sorge vor einem Staatsstreich. Auch die schrille Debatte, ob der Kaiser zurücktreten oder in einem selbstmörderischen Einsatz den ehrenvollen Soldatentod an der Front suchen sollte, dauerte im kaiserlichen Gefolge fort. Im Hauptquartier erlebte Kaiser Wilhelm die letzten Tage des Krieges und den Ausbruch der Novemberrevolution. Groener forderte die Reichsregierung nunmehr ultimativ zur Abgabe eines Waffenstillstandsgesuchs auf. Umgekehrt drängte der Führer der Mehrheitssozialdemokraten, Friedrich Ebert, Groener dazu, den Kaiser zur Abdankung zu bewegen. Am 9. November ließ Wilhelm den Reichskanzler wissen, dass er zwar auf die Kaiserkrone verzichten, aber preußischer König bleiben wolle. Allerdings traf das Telegramm erst in Berlin ein, nachdem der Reichskanzler um die Mittagszeit eigenmächtig Wilhelms Verzicht auf beide Kronen verkündet hatte. Weil durch die deutschlandweite Ausbreitung der Arbeiter- und Soldatenräte ein Machtvakuum an der Staatsspitze drohte, gab anschließend Max von Baden sein Amt an Friedrich Ebert ab. Inzwischen hatte sich auch im Großen Hauptquartier ein Soldatenrat gebildet und die Heeresleitung verfügte nicht über Truppen, die zu einem Einsatz gegen die neue Regierung bereit waren. Wilhelm reiste daraufhin am 10. November von Spa zur nahen Grenze der Niederlande und bat Königin Wilhelmina um Asyl.
Nach dem Zusammenbruch des Kaiserreiches und der Kapitulation Deutschlands im Ersten Weltkrieg setzte Wilhelm Groener von Kolberg aus das Bemühen fort, die immer noch anhaltenden Kämpfe der versprengten Ostarmee und irregulärer militärischer Formationen im Baltikum und im Raum Ostpreußen zu unterbinden. Mit der Unterzeichnung des Versailler Vertrages im Juni 1919 war es Deutschland untersagt, weiterhin einen Generalstab aufrechtzuerhalten. Dieser wurde bereits von Kolberg aus in getarnter Form als „Truppenamt“ in dem sich bildenden Reichswehrministerium eingerichtet. Ein weiterer Schwerpunkt des Bemühens von Groener innerhalb der noch bestehenden Körperschaft des ehemaligen Hauptquartiers bestand darin, die Bestimmungen des Versailler Vertrag zu akzeptieren. Ihr endgültiges Auflösen erfolgte am 3. Juli 1919 von Kolberg aus. Doch bereits zum Herbst 1919 war unter der Führung des Generals Hans von Seeckt der nunmehr getarnte Generalstab ins Leben gerufen worden.